# Esna Boyd
Esna Boyd Robertson, född 21 september 1899 i Melbourne, Australien, död 13 november 1966 i Skottland, var en av 1920-talets främsta australiska tennisspelare och spelade sju konsekutiva singelfinaler i Australiska mästerskapen under perioden 1922–28.
År 1922 deltog för första gången kvinnliga tennisspelare i Australiska mästerskapen. I den allra första damfinalen möttes Esna Boyd och Margaret Molesworth med Molesworth som segrare med 6–3, 10–8. Detta var den första av Boyds sju singelfinaler i mästerskapen, men det skulle dröja ända till 1927 innan hon lyckades ta hem titeln. Turneringen spelades säsongen 1927 för första gången på gräsbanorna i Kooyong i Melbourne, under beteckningen the Australia Championships, en internationell turnering för amatörspelare. Hon besegrade i finalen Sylvia Lance Harper med 5–7, 6–1, 6–2. Titeln blev hennes enda Grand Slam-titel i singel.
I de fyra singelfinalerna perioden 1923-26 förlorade Boyd till Margaret Molesworth (1923; 1-6, 5-7), Sylvia Lance Harper (1924; 3-6, 6-3, 6-8), och Daphne Akhurst (1925; 6-1, 6-8, 4-6 och 1926; 1-6, 3-6). I sin allra sista singelfinal i mästerskapen, 1928, förlorade hon igen mot Akhurst (5-7, 2-6).       
Boyd vann med olika partners dubbeltiteln i Australiska mästerskapen fyra gånger och mixed dubbel-titeln tre gånger.

## Grand Slam-titlar
- Australiska mästerskapen
  - Singel - 1927
  - Dubbel - 1922, 1923, 1926, 1928
  - Mixed Dubbel - 1922, 1926, 1927